# Siti Nurhaliza
Siti Nurhaliza binti Tarudin (sinh ngày 11 tháng 1 năm 1979) là một ca sĩ, diễn viên, nhạc sĩ, nhà sản xuất thun và doanh nhân người Malaysia.

## Danh sách đĩa nhạc
Album phòng thu
- Siti Nurhaliza I (1996)
- Siti Nurhaliza II (1997)
- Cindai (1997)
- Adiwarna (1998)
- Pancawarna (1999)
- Sahmura (2000)
- Safa (2001)
- Sanggar Mustika (2002)
- E.M.A.S (2003)
- Prasasti Seni (2004)
- Transkripsi (2006)
- Hadiah Daripada Hati (2007)
- Lentera Timur (2008)
- Tahajjud Cinta (2009)
- Fragmen (2014)
- SimetriSiti (2017)
- ManifestaSITI2020 (2020)
- Legasi (2021)
- Sitism (2023)